# Johann August Just
Johann August Just (Gröningen, 1750 – Hága, 1791. december) német hegedűművész, zeneszerző, zenész és zongorista. Mivel élete jelentős részében Hollandiában élt, egyes források szülőhelyét összekeverik a hollandiai Groningennel.